# Pont de la May de Diù
Le pont de la May de Diù (pont de la Mère de Dieu en gascon) est un ancien ouvrage d'art aujourd'hui disparu qui franchissait la Douze du XIIe siècle au XVIIIe siècle à Mont-de-Marsan.

## Présentation
Il s'agit du pont le plus ancien répertorié de la ville. Il n'est reste de nos jours qu'un seul vestige, une pile maçonnée large de deux mètres en pierre coquillière située dans le parc Jean-Rameau, dans sa partie sud-est  le long de l'allée longeant la Douze.

### Nom
Un ancien prieuré bénédictin du XIIe siècle appartenant à l'abbaye de La Sauve-Majeure, peut-être voué à la Vierge Marie, aurait laissé son nom au pont de la May de Diù. Par la suite, ce prieuré devient l'hôpital Saint-Jacques à la fin du XIIe siècle ou au début du XIIIe siècle, avant de devenir le premier couvent des Clarisses en 1275. La dénomination de la May de Diù pour désigner le pont a ensuite perduré jusqu'à sa disparition.

### Historique
Origines
Le pont est édifié au cours du Moyen Âge, à une époque contemporaine de celle de la fondation de Mont-de-Marsan au XIIe siècle. La date précise de sa construction n'est toutefois pas attestée. Le document le plus ancien le citant date de 1266 et mentionne « l'hôpital Saint-Jacques, situé au bout (au cap) du pont ». Son édification est attribuée aux vicomtes de Marsan afin de favoriser le passage et l'accueil de voyageurs et pèlerins de Compostelle, une des raisons ayant motivé la fondation de la ville afin de leur procurer des revenus. 
Sur la paroisse de Saint-Martin-de-Nonères se trouve au Moyen Age le petit hôpital de la commanderie Sainte-Anne du Capcornau, préfigurant l'actuel hôpital Sainte-Anne et qui constitue alors la dernière halte des pèlerins avant leur arrivée à Mont-de-Marsan. Aux abords de la cité, en l'absence de gué dans le secteur, le pont de la May de Diù permet de franchir la Douze, moyennant le paiement d'une redevance. Il débouche sur la rive gauche à l'extérieur des remparts de Mont-de-Marsan, au niveau de la porte de Roquefort, défendant le quartier du Bourg-Neuf à l'est de la cité. Les pèlerins voyageant sur la voie de Vézelay ont ainsi la possibilité de faire étape à l'hôpital Saint-Jacques avant de reprendre leur chemin. 
Évolutions
Le pont d'origine est en bois. Après le XVe siècle, les pèlerinages diminuant fortement, sa fonction liée aux échanges économiques a dû l'emporter. Il subit probablement les aléas des guerres de Religion dans les Landes. La construction du bastion de la Petite Tenaille au XVIe siècle le prive de débouché. Désaffecté, il se dégrade peu à peu et semble déjà être en ruine au XVIIe siècle. Des sources écrites de 1645 mentionnent en effet le « pont rompu de la May de Diù ». Il est  reconstruit en pierre en 1666 après la démolition des Tenailles. Cette reconstruction indique qu'il continue à jouer un rôle dans la circulation de personnes et de biens entre la ville et l'extérieur. Toutefois, il disparaît le 6 avril 1770, détruit par une crue dévastatrice de la Douze qui emporte d'autres ponts des Landes. Il n'est pas reconstruit et ne figure donc pas sur le plan du cadastre napoléonien de 1811.
Postérité
On ne possède pas de représentation du pont. En 1844, la passerelle de la préfecture est construite en fer. Ses culées en maçonnerie proviennent des pierres du pont de la May de Diù, qui se trouvaient dans le lit de la Douze en amont. Cet ouvrage privé permet de relier l'hôtel de la préfecture des Landes, situé sur la rive gauche de la Douze, à ses jardins, situés sur l'autre rive, primitivement dans le parc de la Pépinière départementale (l'actuel parc Jean-Rameau).

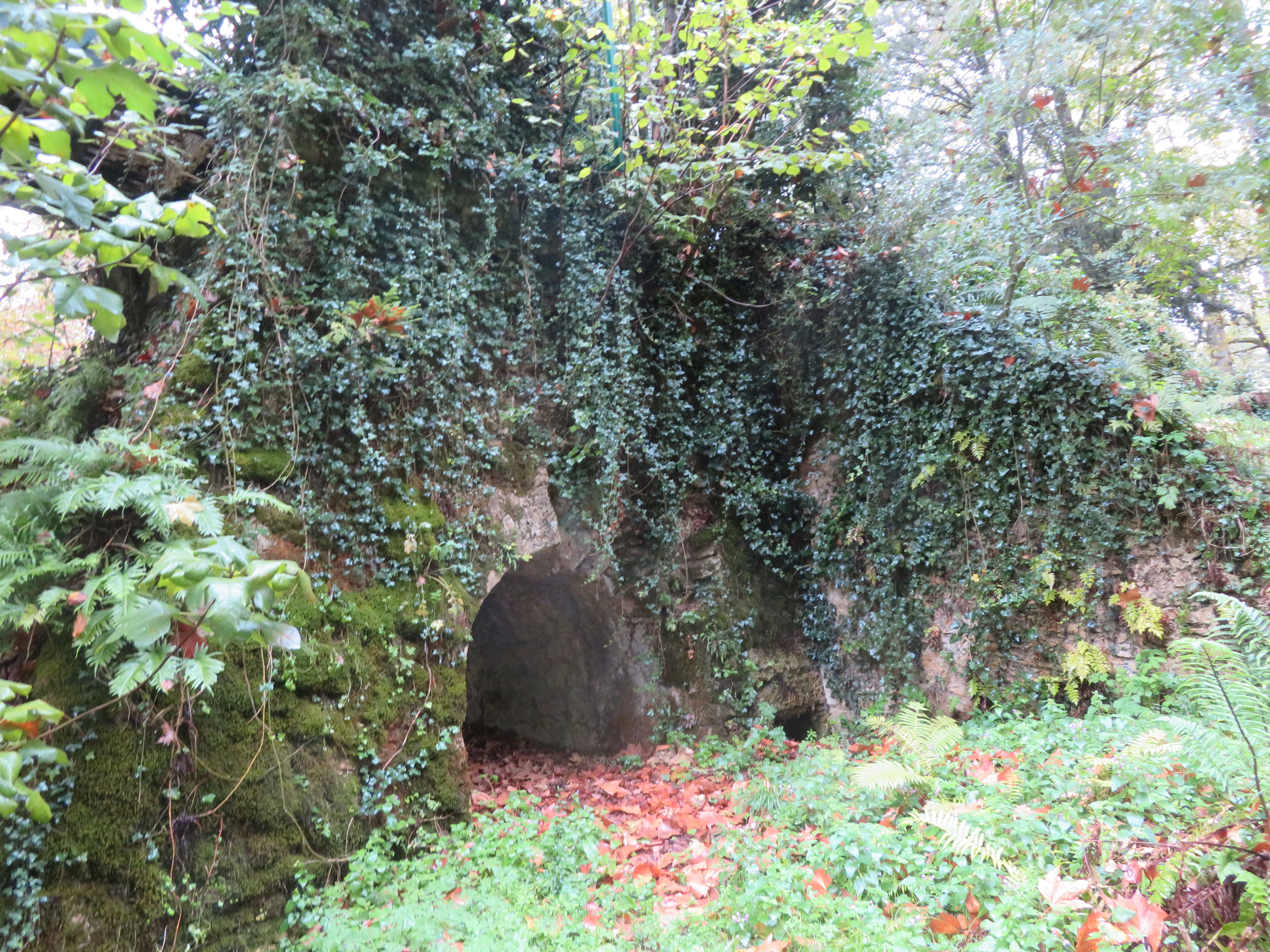
Culée de la passerelle de la Préfecture réalisée à partir des pierres de l'ancien pont de la May de Diù. Vue du parc Jean-Rameau
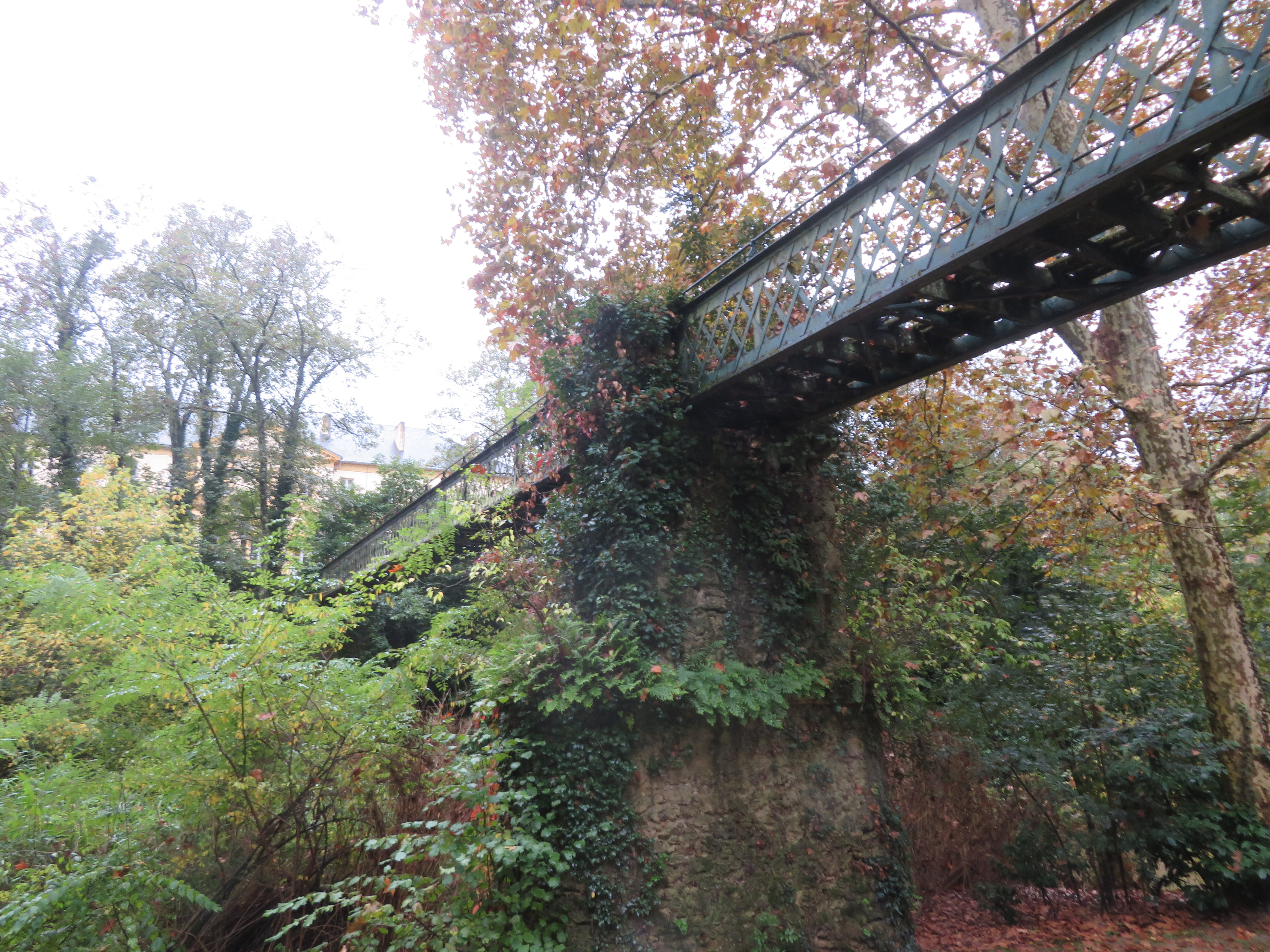
Passerelle de la Préfecture